# سريوان عاشقان (بدرانلو)
سریوان عاشقان (بالفارسية: سریوان عاشقان) هي قرية تقع في إيران في قسم بدرانلو الريفي. يقدر عدد سكانها بـ 203 نسمة بحسب إحصاء 2016.